# Melissa Peschiera
Melissa Isabel Peschiera Martín (Lima, 22 de abril de 1980) es una periodista y presentadora de televisión peruana, conductora del noticiero de fin de semana peruano Domingo al día.

## Primeros años
Melissa Isabel Peschiera Martín nació el 22 de abril de 1980 en la capital peruana Lima.[cita requerida] Tras concluir la secundaria, estudió la carrera de ciencias de la comunicación en la Universidad Femenina del Sagrado Corazón en el distrito de La Molina y tiempo después, emprender una carrera como periodista.

## Trayectoria
Peschiera comenzó su carrera periodística a los 23 años. Ingresó a las filas de Panamericana Televisión en el año 1998 cuando donde condujo fue reportera de su programa dominical Panorama como la conductora de los noticieros como 24 horas y Buenos días, Perú, incluyendo su breve participación en el extinto programa dominical Reportajes que duró hasta junio de 2005.[cita requerida]
Tras su renuncia de ambos espacios, firma para la televisora Frecuencia Latina en julio de 2005 para presentar el noticiero dominical Séptimo día y ser reportera del noticiero 90 segundos hasta el 2009 y en simultáneo, Peschiera se incorpora donde condujo el programa dominical Reporte semanal reemplazando a Pamela Vértiz, manteniéndose hasta a diciembre de 2013, siendo la presentadora de televisión Maritere Braschi, quién ocupó su lugar. Además presentó su noticiero 90 segundos matinal, junto a Perla Berríos y en octubre del 2015 fue retirada del canal a causa de los problemas internos que tuvo con la directiva de la televisora, liderada por el periodista Augusto Álvarez Rodrich.
En enero de 2016, Peschiera se suma al Grupo Plural TV, representante de las cadenas América Televisión y Canal N, inicialmente participando en diferentes noticieros de esta última. Además, prestó su presencia para el noticiero D6A9 compartiendo la conducción con Karina Borrero y presentó el noticiero Primero a las 8 junto al periodista deportivo Erick Osores.[cita requerida]
Desde el 2018, es la conductora del noticiero dominical Domingo al día y participó por breve tiempo en la conducción del programa Cuarto poder en reemplazo de Mávila Huertas en el año 2021. Fuera de su carrera periodística, participó como invitada especial de la teleserie peruana Al fondo hay sitio en 2023, donde interpretó a Clara «La reina de corazones».

## Televisión
| Año           | Título                    | Rol                                  | Emisión                 | Ref.             |
| ------------- | ------------------------- | ------------------------------------ | ----------------------- | ---------------- |
| 1999-2001     | 24 horas Edición matinal  | Presentadora de noticias             | Panamericana Televisión | [cita requerida] |
| 2001-2003     | Buenos días, Perú         | Reportera y presentadora de noticias | Panamericana Televisión |                  |
| 2003-2005     | 24 horas Edición mediodía | Presentadora de noticias             | Panamericana Televisión |                  |
| 2004-2005     | Reportajes                | Presentadora                         | Panamericana Televisión | [cita requerida] |
| 2005-2009     | Séptimo día               | Presentadora                         | Frecuencia Latina       | [cita requerida] |
| 2009-2013     | Reporte semanal           | Presentadora                         | Frecuencia Latina       | [ 3 ]            |
| 2014-2015     | 90 segundos matinal       | Presentadora de noticias             | Latina Televisión       | [cita requerida] |
| 2015-presente | Primero a las 8           | Presentadora de noticias             | Canal N                 | [ 10 ]           |
| 2015-2016     | D6A9                      | Presentadora                         | Canal N                 | [cita requerida] |
| 2016-2019     | N directo                 | Presentadora de noticias             | Canal N                 | [ 11 ]           |
| 2018-presente | Domingo al día            | Presentadora                         | América Televisión      | [ 8 ]            |
| 2021          | Cuarto poder              | Presentadora interina                | América Televisión      | [ 9 ]            |
| 2022-presente | Hora once                 | Presentadora                         | Canal N                 | [ 1 ]            |
| 2023          | Al fondo hay sitio        | Clara «La reina de corazones»        | América Televisión      | [ 2 ] [ 12 ]     |